# جون كيلي (سياسي بريطاني)
جون كيلي (بالإنجليزية: John Kelly)‏ هو سياسي بريطاني، ولد في 5 أبريل 1936 في بلفاست في المملكة المتحدة، وتوفي في 6 سبتمبر 2007 في المملكة المتحدة. حزبياً، نشط في شين فين. في انتخابات الجمعية التشريعية لأيرلندا الشمالية، 1998 ‏، انتخب عضو الجمعية التشريعية الأولى لأيرلندا الشمالية عن دائرة وسط أولستر ‏ وقد انضم خلال فترته النيابية ‏ (25 يونيو 1998 – 28 أبريل 2003)  للكتلة البرلمانية شين فين.